# IC 869
IC 869 ist ein optisches Galaxienpaar im Sternbild Coma Berenices am Nordsternhimmel.
Das Objekt wurde am 11. Juni 1891 vom französischen Astronomen Stéphane Javelle entdeckt.